# نوبوهیکو تاکادا
نوبوهیکو تاکادا (ژاپنی: 高田伸彦؛ زادهٔ ۱۲ آوریل ۱۹۶۲) کشتی‌گیر کشتی حرفه‌ای، ورزشکار هنرهای رزمی ترکیبی و بازیگر اهل ژاپن است.